# Каменсько (Триль)
Каменсько (хорв. Kamensko) — населений пункт у Хорватії, у Сплітсько-Далматинській жупанії у складі міста Триль.

## Населення
Населення за даними перепису 2011 року становило 107 осіб.
Динаміка чисельності населення поселення:

## Клімат
Середня річна температура становить 9,83 °C, середня максимальна – 23,46 °C, а середня мінімальна – -5,48 °C. Середня річна кількість опадів – 990 мм.
| Клімат поселення                              | Клімат поселення | Клімат поселення | Клімат поселення | Клімат поселення | Клімат поселення | Клімат поселення | Клімат поселення | Клімат поселення | Клімат поселення | Клімат поселення | Клімат поселення | Клімат поселення | Клімат поселення |
| Показник                                      | Січ.             | Лют.             | Бер.             | Квіт.            | Трав.            | Черв.            | Лип.             | Серп.            | Вер.             | Жовт.            | Лист.            | Груд.            |                  |
| Середній максимум, °C                         | 7,73             | 8,38             | 11,55            | 15,37            | 19,85            | 23,11            | 23,46            | 23,40            | 19,62            | 15,62            | 10,84            | 7,88             |                  |
| Середня температура, °C                       | 1,11             | 1,78             | 4,95             | 8,77             | 13,24            | 16,52            | 18,60            | 18,54            | 14,76            | 10,75            | 5,98             | 3,01             |                  |
| Середній мінімум, °C                          | −5,48            | −4,83            | −1,66            | 2,18             | 6,65             | 9,90             | 13,74            | 13,68            | 9,90             | 5,90             | 1,11             | −1,86            |                  |
| Норма опадів, мм                              | 79               | 72               | 75               | 83               | 66               | 69               | 47               | 59               | 85               | 114              | 132              | 109              |                  |
| Середньомісячна швидкість вітру, м/с          | 2.70             | 3.08             | 3.10             | 2.95             | 2.64             | 2.33             | 2.28             | 2.20             | 2.46             | 2.59             | 3.03             | 3.12             |                  |
| Середньомісячна сонячна радіація, кДж/м²·день | 5430             | 8062             | 11813            | 16019            | 19686            | 22420            | 24150            | 21337            | 15945            | 10358            | 5953             | 4605             |                  |
| --------------------------------------------- | ---------------- | ---------------- | ---------------- | ---------------- | ---------------- | ---------------- | ---------------- | ---------------- | ---------------- | ---------------- | ---------------- | ---------------- | ---------------- |
| Джерело:                                      |                  |                  |                  |                  |                  |                  |                  |                  |                  |                  |                  |                  |                  |